# Эжен де Мирекур
Шарль Жан-Батист Жако́, более известный под псевдонимом Эжен де Миреку́р, (фр. Charles Jean-Baptiste Jacquot; Eugène de Mirecourt; 19 ноября 1812, Париж, Первая империя— 13 февраля 1880, Париж, Третья Французская республика) — французский писатель и журналист, главный противник Александра Дюма (отца). Его работы способствовали скандальному разоблачению использования литературных негров в середине и второй половине XIX-го века.

## Ранние годы
Эжен де Мирекур родился в семье Николая Жако и Марии-Жозефины Пети-Жан. Его предки издавна занимались мелким предпринимательством. Отец был булочником, дед — хозяином гостиницы, прадед — кузнецом. По желанию матери для сына выбрали религиозное образование, и Эжен поступил в семинарию, где показал высокие способности. Однако по окончании семинарии бремя священника не устроило молодого Эжена, и он, вместо монастыря de La Trappe, перебирается в Париж и пробует себя на литературном поприще. Первые неудачи заставляют его работать гувернёром и школьным наставником в Шартре, но и эта профессия не пришлась ему по душе. В 1838 он сочетался браком с дочерью солдата национальной гвардии Табурье. Вскоре он дебютировал в нескольких незначительных парижских газетах со статьями новостного характера под псевдонимом Эжен де Мирекур.
Затем он перебирается в Лотарингию в Нанси и совместно с Лелу де Шарруа (Leloup de Charroy) издаёт журнал «Лотарингия» («La Lorraine»). По возвращении в Париж в 1840 году публикует «La Famille d’Arthenay»; в 1841 — «Le Lieutenant de la Minerve»; вскоре его романы появляются в самых известных парижских журналах и привлекают внимание критиков.

## ДелоДюма

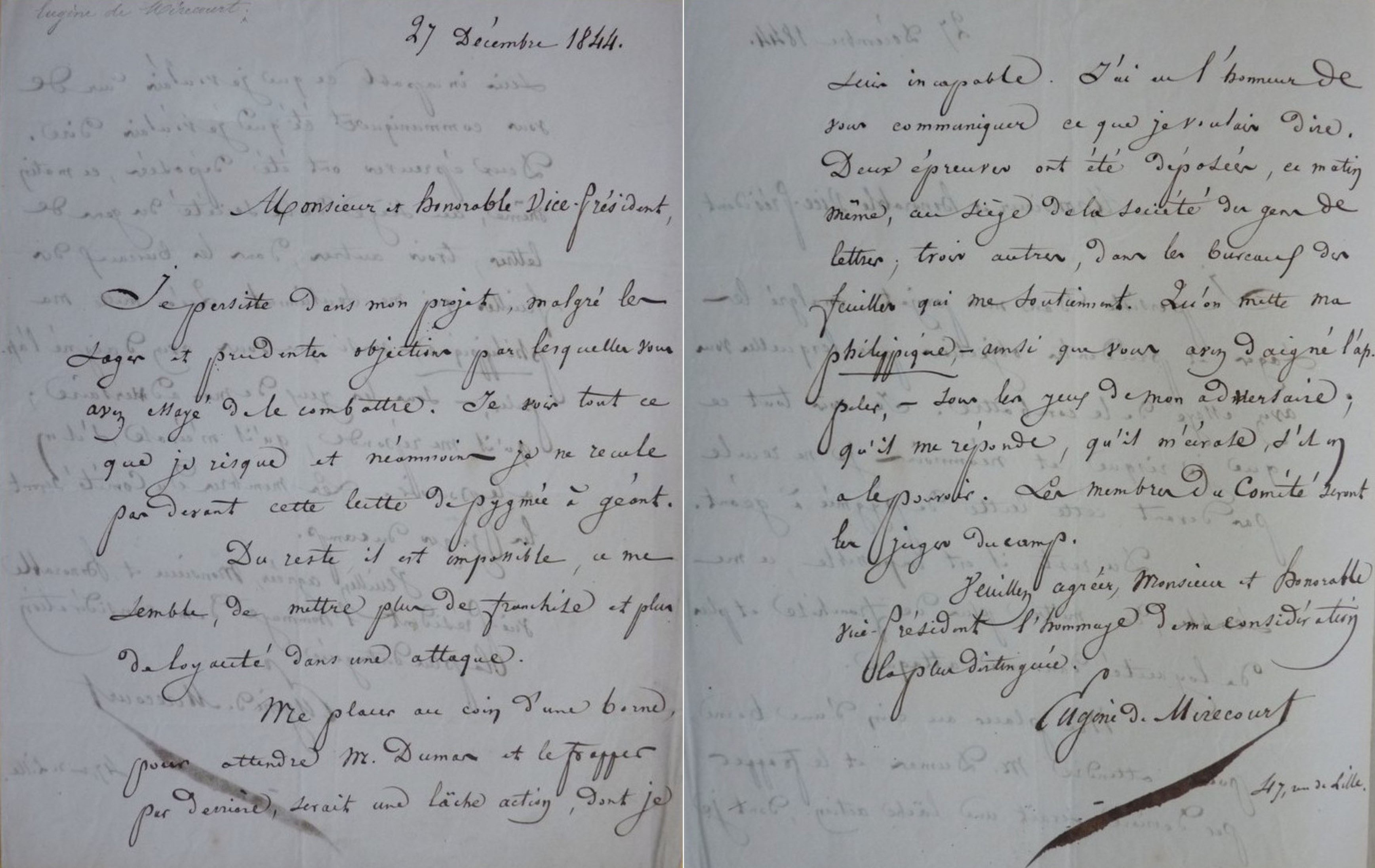
Письмо Эжена де Мирекура вице-президенту французского Общества литераторов о работе над «Fabrique de romans; maison Al. Dumas et С°»

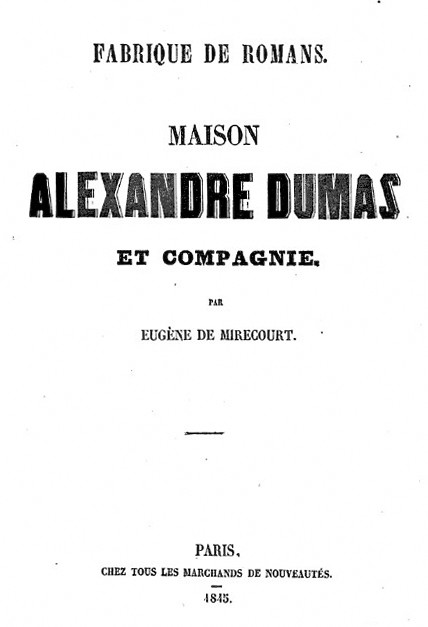
Титульный лист памфлета «Fabrique de romans; maison Al. Dumas et С°»

Находясь в Париже, Эжен де Мирекур знакомится с многочисленным штатом сотрудников, которых использовал Дюма, Александр (отец) для написания серии своих романов. Он предпринимает неоднократные попытки самому устроиться в штат Дюма, однако тот их отвергает.
Эжен де Мирекур решает бросить вызов маститому писателю и в 1845 году публикует памфлет «Фабрика романов. Торговый дом Александр Дюма и Ко» («Fabrique de romans; maison Al. Dumas et С°»). Данная работа была не первой, в которой высказывались критические замечания в адрес Александра Дюма. До этого — с обвинениями в подражании Шиллеру, Гёте и Расину — выступали Гранье де Кассаньяк и Луи де Ломени. Однако памфлет Эжена де Мирекура вызвал наиболее сильный отклик французской литературной общественности, так как был исполнен в подчеркнуто резкой, порой грубой форме. Знакомые литераторы предостерегали его от публикации данного произведения, он с ними яростно спорил. В 1844 году, в письме вице-президенту французского Общества литераторов (фр. Société des gens de lettres), он описывал своё противостояние с Дюма, в то время являвшимся президентом этого общества, как борьбу пигмея с гигантом. Так, в частности, он писал:

«Я по-прежнему продвигаю свой проект, несмотря на ваши мудрые и осторожные возражения, с помощью которых вы пробовали бороться с ним. Я осознаю весь риск и, тем не менее, не отступаю перед этой борьбой пигмея с гигантом».

Он вводит понятие «литературный негр» для сотрудников, работающих на Александра Дюма; понятие вдвойне оскорбительное, учитывая происхождение знаменитого писателя-метиса. Обвиняет его в том, что тот покупает рукопись за 250 франков, а потом перепродает её своим издателям за 10 000.
Мирекур опрометчиво излишне концентрируется на частной жизни Александра Дюма. Бальзак так отозвался о «творении» де Мирекура: «Это до омерзения глупо, хотя, к сожалению, во многом верно». Александр Дюма подаёт жалобу на Мирекура и выигрывает судебный процесс, приговаривающий последнего к принесению официальных извинений, денежному штрафу и пятнадцати дням тюремного заключения. К тому же на суде вскрылись неприглядные факты из жизни самого де Мирекура: некто Рошфор в свою очередь обвинил де Мирекура в том, что тот опубликовал под своим именем исторический роман, купленный у того всего за 100 франков.

## Прозаик, драматург
В последующие несколько лет Мирекур написал несколько романов. В 1847 году совместно с Марком Фурнье (Marc Fournier) сочинил драму «Madame de Tencin», которая была поставлена в руанском театре фр. Théâtre-Français (Rouen). Он также пишет для журналов исторические романы: в 1849 году «Девушка Кромвеля» (La Fille de Cromwell) и «Признания Марион Делорм» (Les Confessions de Marion Delorme); в 1854 «Воспоминания Нинон де Ланкло» (Les Mémoires de Ninon de Lenclos).
Полемика с Александром Дюма не прошла для Мирекура безрезультатно. В 1854 году он решается на публикацию целой серии сочинений — «Галереи современников» («Galerie des contemporains») — 100 небольших книжек, содержавших сатирические биографии его современников, знаменитостей в политике, литературе и искусстве. Серия выходила в 1854—1858 годы. Позже она выдержала несколько изданий, последнее в 1867—1872 годах. С одной стороны серия имела громадный успех, с другой — вся литературная пресса ополчилась против Эжена де Мирекура, вызвав массу споров и судебных разбирательств против автора со стороны таких влиятельных людей, как де Ламеннэ (фр. Jean-Marie de La Mennais), Жорж Санд, Прудон, Эмиль де Жирарден, Эмиль Ожье, Луи Вейо (фр. Louis Veuillot) и других.
Незадолго до завершения своего скандального проекта в 1857 году Мирекур основал журнал «Современники» (les Contemporains), выходивший еженедельно и содержавший биографические статьи. Журнал — предшественник современной жёлтой прессы — дал волю едким высказываниям и вызвал оживлённые споры о литературной жизни Франции. Последовали многочисленные судебные процессы, которые, как правило, выигрывали осмеянные литераторы. После серии судов и штрафов журнал «Современники» был закрыт. Несмотря на успешную продажу своих трудов, приносивших большие деньги, де Мирекур так и не разбогател, так как многочисленные судебные приговоры и штрафы поглощали большую часть его доходов.
В 1861 году прошёл слух, что Мирекур, уехавший тогда путешествовать по России, там умер. Это вызвало во французской прессе ряд некрологов, где его деятельность была оценена по заслугам.

## Последние годы жизни
Эжен де Мирекур становится одиозной фигурой и вынужден покинуть Париж. Во время войны 1870 года он служил младшим лейтенантом национальной гвардии.
В конце жизни он возвращается к своему предназначению религиозного пути, отклоненному им в юности. В 1865 году публикует «Словарь католических наук» (Dictionnaire des sciences catholiques), а в 1872 году становится священником и покидает Францию, переехав на Гаити. В 1877 году он возвращается в метрополию и публикует под псевдонимом «Ed. Armel de Kervant» историю Вольтера «1789 et son histoire et Voltaire, ses hontes, ses crimes, ses oeuvres et leurs».
Он умер 13 февраля 1880 года в Париже. Другие источники называют дату и место смерти 13 апреля 1880 в Сан-Доминго, Гаити или, по мнению некоторых биографов, в Плоэрмеле департамента Морбиан (фр. Ploërmel).
Среди потомков известна одна из его дочерей, с успехом выступавшая на сценах театра Théâtre-Lyrique под именем Елены Терваль. Ей аплодировали в Брюсселе, Флоренции и Париже. Она умерла в 1876 году.

## Основные работы
- Les Contemporains, 100 т. 1854—1858.
- Honoré de Balzac, Librairie des contemporains, Париж, 1869.
- Rothschild (1855)
- Confessions de Marion Delorme (1856)
- Mémoires de Ninon de Lenclos (1857)
- Madame фр. Anaïs Ségalas, П., 1856 Текст на сайте НБФ